# Akodon affinis
Akodon affinis is een zoogdier uit de familie van de Cricetidae. De wetenschappelijke naam van de soort werd voor het eerst geldig gepubliceerd door J.A. Allen in 1912.

## Verspreidingsgebied
De muis wordt aangetroffen in de Cordillera Oriental en Cordillera Central  in Colombia.